# 平季
平季（？—534年），字稚穆，燕国薊县（今北京）人，中国南北朝北魏宦官，武威郡太守平济之孙，幽州秀才平雅之子。
平雅与沙門法秀谋反，伏诛。平季連坐受腐刑，入宮为宦官。历任諸官为小黄門，因为忤旨左遷潞县令。没有赴任，再任奉朝請。525年（孝昌元年），灵太后夺回政权，平季任寧朔将軍、長水校尉，兼黄門令。转任前軍将軍、中給事中。北魏四方多事，灵太后派平季到各地安抚慰劳。後出任新興郡太守。
528年（武泰元年），魏孝明帝去世，平季向爾朱荣提議立元子攸。元子攸即位为魏孝庄帝，平季担任平北将軍、肆州刺史，转任撫軍将軍、中侍中。協力爾朱氏，有参谋之勋，封元城县开国侯，食邑七百户。加金紫光禄大夫、幽州大中正，摄燕州、安州、平州、营州中正。普泰年間，前废帝元恭任命他为車騎将軍、右光禄大夫。永熙年間，加号驃騎将軍。534年（永熙三年）九月，因病而死。同年（天平元年），追贈使持節、都督幽燕安平四州諸軍事、儀同三司、幽州刺史。

## 延伸阅读
[在维基数据编辑]
 《魏書·卷94》，出自魏收《魏书》
 《北史·卷092》，出自李延壽《北史》